# Armadillo V2
Armadillo V2 — разведывательный робот.
Осенью 2010 года компания MacroUSA приняла участие в конкурсе по созданию робота для Пентагона. Условием конкурса являлась разработка и испытание дистанционно управляемого робота, которые бы могли заменить людей в форме в разных опасных ситуациях. В частности, конструкцией аппарата должна быть предусмотрена возможность заброса робота в окно второго этажа с улицы. Полевые испытания образцов будут проводиться в Афганистане.
Armadillo V2 — это робот для использования в военных операциях (во время проведения очисток зданий, для исследования небольших помещений вроде тоннелей, окопов или дренажных штолен).
Управление реализуется за счет наручного дисплея.